# Військове платіжне посвідчення
Військове платіжне посвідчення (англ. Military payment certificate) — гроші, що виплачували особовому складу війська США в деяких країнах.

## Історія
Були в обігу у різних країнах у період з кінця Другої світової війни (1946) до закінчення війни у В'єтнамі (1973). Було випущено 15 серій, проте 2 з них були повністю знищені. Востаннє вони використовувалися у Південній Кореї в 1973.
Присутність американських військ у повоєнній Європі пожвавила обіг доларів, що поступав від особового складу до місцевого населення. Зважаючи на нестабільність ситуації після війни, долари були пріоритетною валютою для зберігання, що зривало плани зі стабілізації місцевих економік. Солдати обмінювали зароблені долари на чорному ринку за курсом, що був значно вищим аніж у державному банку. Щоб зупинити інфляцію місцевих валют та спекуляцію доларами, армія США запроваджує програму «Військового платіжного посвідчення». Технологією літографії були надруковані купюри номіналом у 5, 10, 25, 50 центів, 1, 5, 10 доларів. А починаючи з 1968 20 доларів. Ці гроші можна було обміняти на долари, коли солдат покидав зону обігу платіжних посвідчень, а також на місцеві гроші, але не навпаки. Місцевим жителям було заборонено володіти військовими платіжними посвідченнями, таким чином США хотіли вивести долари з економік країн, де знаходилися їхні війська. Однак у В'єтнамі місцеві торговці охоче приймали ці гроші наряду з доларами. Щоб припинити накопичення готівки платіжних посвідчень та витіснення місцевих валют — дизайн банкнот часто змінювався. День заміни однієї серії на іншу тримався в секреті. У цей день діяли обмеження щодо виходу за межі військових баз, де солдати могли допомогти місцевим обміняти гроші старої серії на нову.
Проте чорний ринок валюти діяв незважаючи на обмеження. Наприклад, солдат у В'єтнамі міг отримати поштою з США 100 доларів, обміняти їх у Даунтауні на 180 платіжних посвідчень, які можна було обміняти на південнов'єтнамські піастри за подвійним курсом. Таким чином солдат збільшував кількість грошей майже в 4 рази.
У кінці 1990 років армія США відновила ідею у вигляді системи платіжних карток «Eagle Cash», якими обмежено послуговувалия в Боснії, Косово, Джибуті, Іраку, Афганістані.

## Випуски

### Випуск 681
| Випуск 1969 рік | Випуск 1969 рік | Випуск 1969 рік | Випуск 1969 рік          | Випуск 1969 рік                | Випуск 1969 рік | Випуск 1969 рік |
| Зображення      | Зображення      | Номінал         | Опис                     | Опис                           | Дата випуску    | Дата вилучення  |
| Аверс           | Реверс          | Номінал         | Аверс                    | Реверс                         | Дата випуску    | Дата вилучення  |
| --------------- | --------------- | --------------- | ------------------------ | ------------------------------ | --------------- | --------------- |
|                 |                 | 5 центів        | Підводний човен          | Астронавт у відкритому космосі | 11 серпня 1969  | 7 жовтень 1970  |
|                 |                 | 10 центів       | Підводний човен          | Астронавт у відкритому космосі | 11 серпня 1969  | 7 жовтень 1970  |
|                 |                 | 25 центів       | Підводний човен          | Астронавт у відкритому космосі | 11 серпня 1969  | 7 жовтень 1970  |
|                 |                 | 50 центів       | Підводний човен          | Астронавт у відкритому космосі | 11 серпня 1969  | 7 жовтень 1970  |
|                 |                 | 1 долар         | Пілот авіації            | Винищувачі F-100 у формації    | 11 серпня 1969  | 7 жовтень 1970  |
|                 |                 | 5 центів        | Матрос військового флоту | Орел з гербу США               | 11 серпня 1969  | 7 жовтень 1970  |
|                 |                 | 10 доларів      | Сержант спецпризначенців | танк M48A4 Patton              | 11 серпня 1969  | 7 жовтень 1970  |
|                 |                 | 20 доларів      | Портрет солдата в касці  | Бомбардувальник B-52           | 11 серпня 1969  | 7 жовтень 1970  |

### Випуск 701
| Випуск 701 | Випуск 701 | Випуск 701 | Випуск 701 | Випуск 701                       | Випуск 701   | Випуск 701    |
| Зображення | Зображення | Номінал    | Опис | Опис                             | Дата випуску | Дата знищення |
| Аверс      | Реверс     | Номінал    | Аверс | Реверс                           | Дата випуску | Дата знищення |
| ---------- | ---------- | ---------- | --- | -------------------------------- | ------------ | ------------- |
|            |            | 1 долар    | Портрет Вашингтона Ірвінга | Поле з копицями сіна             | не випущені  | 1999          |
|            |            | 5 доларів  | Картина «Franklin and Electricity», на якій Бенджамін Франклін ловить електрику повітряним змієм та металевим ключем; електрична лампочка; портрет Томаса Едісона | Маунт-Рейнір (національний парк) | не випущені  | 1999          |
|            |            | 10 доларів | Плантація Маунт-Вернон та портрет Джорджа Вашингтона | Маунт-Рейнір (національний парк) | не випущені  | 1999          |
|            |            | 20 доларів | Пароплав «Clermont» та портрет Роберта Фултона | Узбережжя Тихого океану          | не випущені  | 1999          |